# Germaine Dulac
Germaine Dulac (* 17. November 1882 in Amiens, Frankreich; † 20. Juli 1942 in Paris, Frankreich, eigentlich Charlotte Elisabeth Germaine Saisset-Schneider) war eine französische Filmregisseurin und Filmtheoretikerin. Im deutschsprachigen Raum zählte sie Mitte der 1920er Jahre zu den „bekanntesten Filmgrößen“.

## Leben und Leistungen
Germaine Dulac, Tochter eines Kavalleriehauptmanns, wuchs bei ihrer Großmutter in Paris auf. Im Jahr 1905 heiratete sie den Ingenieur und Novellenautor Marie-Louis Albert-Dulac, der sie dazu bewog, sich dem Journalismus zu widmen. Sie wurde Redakteurin bei La Française, wo sie unter anderem Theater- und Filmkritiken schrieb.
Dulac debütierte als Regisseurin mit dem Film Les Sœurs ennemies aus dem Jahr 1915. Sie wandte sich neuartigen künstlerischen Ausdrucksmitteln zu; mit ihren Filmen La Fête espagnole (1920) und Madame Beudets sonniges Lächeln (1922) war sie neben Louis Delluc der wichtigste Vertreter des französischen Filmimpressionismus Anfang der 1920er Jahre. Beim Film Die Einladung zur Reise (1927) wirkte sie nicht nur als Regisseurin, sondern auch als Drehbuchautorin und Filmproduzentin. Ihr Film Die Muschel und der Kleriker (1928) nach einem Drehbuch von Antonin Artaud gilt als der erste surrealistische Film, der noch vor dem Film Ein andalusischer Hund (1928) gedreht wurde.
Germaine Dulac gehörte zu den Initiatoren der Fédération française des ciné-clubs, deren Ziel die „Erziehung des Filmpublikums“ sowie die „Erhöhung des Produktionsniveaus“ in Frankreich war.
Sie war zeitlebens Sozialistin und Feministin.

## Filmografie (Auswahl)

### Als Regisseurin
- 1915: Les Sœurs ennemies
- 1919: La Cigarette
- 1920: La Fête espagnole
- 1921: Die sterbende Sonne (La Mort du soleil)[4]
- 1922: Madame Beudets sonniges Lächeln (La Souriante Madame Beudet)
- 1924: Künstlerblut (Âme d’artiste)[5]
- 1926: Antoinette Sabrier[6]
- 1927: Die Einladung zur Reise (L’Invitation au voyage)
- 1928: Die Muschel und der Kleriker (La Coquille et le clergyman)
- 1929: Arabesque (Étude cinégraphique sur une arabesque)
- 1934: Je n’ai plus rien

### Als Drehbuchautorin
- 1927: Die Einladung zur Reise (L’Invitation au voyage)
- 1927: Antoinette Sabrier

## Schriften (Auswahl)
- Prosper Hillairet (Hrsg.): Germaine Dulac: Ecrits sur le cinéma: 1919-1937. Editions Paris expérimental, Paris 1994, ISBN 2-9500635-5-1 (Neuausgabe als E-Book 2018, ISBN 978-2-912539-55-7).
- Das Wesen des Films: Die visuelle Idee (1925), Von der Empfindung zur Linie (1927), Die Musik der Stille (1928), Unabhängigkeit (1931), Das Kino der Avantgarde (1932). In: Freunde der Deutschen Kinemathek e. V. und Kinothek Asta Nielsen e. V. (Hrsg.): L'invitation au voyage: Germaine Dulac (Reihe Kinemathek, Heft 93). Freunde der Dt. Kinemathek, Berlin 2002, ISBN 3-927876-17-8, S. 51–57, 58–61, 63–66, 67–69, 70–80.
- Der Film, die Kunst der geistigen Nuancen (1925), Ästhetiken, Hemmnisse, Integrale Kinegraphie (1927), Kommentar [zu Fescourt] (1927), Kommentar [zu Divoire] (1927). In: Margrit Tröhler, Jörg Schweinitz (Hrsg.): Die Zeit des Bildes ist angebrochen! Französische Intellektuelle, Künstler und Filmkritiker über das Kino. Eine historische Anthologie 1906-1929. Alexander Verlag, Berlin 2016, ISBN 978-3-89581-409-9, S. 410–413, 446–463, 471–473, 477–479.
- Writings on Cinema (1919-1937). Editions Paris expérimental, Paris 2018 (E-Book).
- Vom Wesen des Films. In: Mein Film. Nr. 322. Wien 1932, S. 4 (Digitalisat). (Teil 1)
- Vom Wesen des Films. In: Mein Film. Nr. 323. Wien 1932, S. 6–7 (Digitalisat). (Teil 2)

## Sekundärliteratur
- Charles Ford: Germaine Dulac: 1882-1942 (Anthologie du cinema; 31). Avant-Scène du Cinéma, Paris 1968.
- Wendy Dozoretz: Germaine Dulac: Filmmaker, Polemicist, Theoretician. Diss., New York University, 1982.
- Freunde der Deutschen Kinemathek e. V. und Kinothek Asta Nielsen e. V. (Hrsg.): L’Invitation au voyage: Germaine Dulac (Reihe Kinemathek, Heft 93). Freunde der Dt. Kinemathek, Berlin 2002, ISBN 3-927876-17-8.
- Jörg Gerle: Besprechung von: La Coquille et le Clergyman/L’Invitation au Voyage. In: film-dienst Nr. 12 (2005).
- Tami Williams: Germaine Dulac: A Cinema of Sensations. University of Illinois Press, Urbana 2014, ISBN 978-0-252-03847-1.

## DVD-Veröffentlichungen
- Germaine Dulac. Drei Filme der französischen Stummfilm-Pionierin. absolut Medien, Berlin 2007, ISBN 978-3-89848-865-5. (enthält Madame Beudets sonniges Lächeln (1922), Die Einladung zur Reise (1927) und Die Muschel und der Kleriker (1928)).
- Early Women Filmmakers: An International Anthology. Flicker Alley, Los Angeles 2017. (enthält von Germaine Dulac die Filme La Cigarette (1919) und La Souriante Mme. Beudet (1922))[7]